# C-137 (航空機)

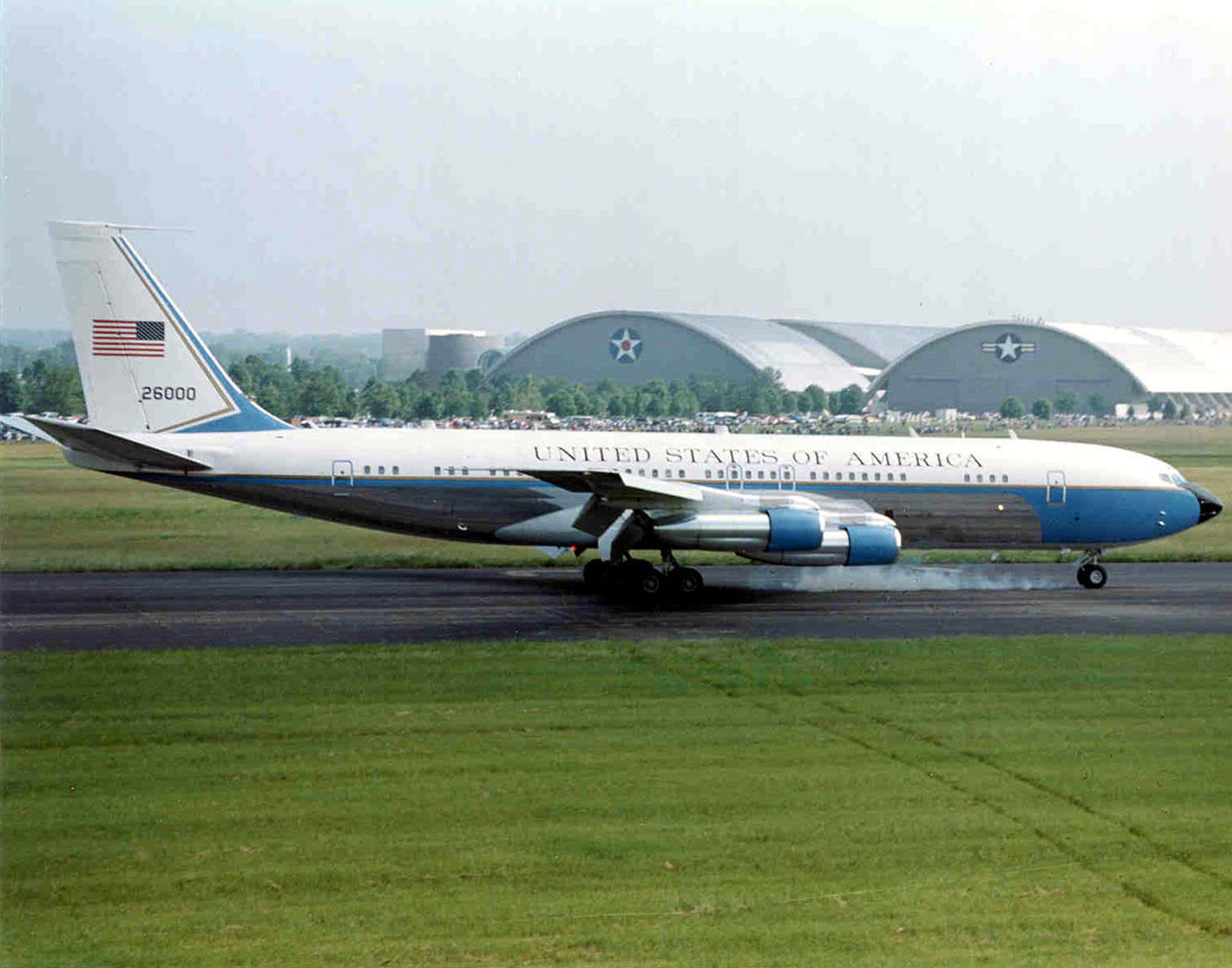
VC-137C

C-137 ストラトライナー (Stratoliner)とは、アメリカのボーイング社が開発した、軍用輸送機である。C-137としての運用者はアメリカ空軍のみであるがボーイング707は多くの国で要人輸送機としてまた輸送・給油機として使用され、電子戦機として運用されている例もある。

## 概要
C-137は、民間旅客機であるボーイング707を改造した機体であり、はじめから開発されたものではない。
アメリカ合衆国大統領専用機、エアフォースワンの主任機として使用された。エアフォースワン改修型であるC-137は、VC-137Cと別の名称で呼ばれる。
C-137の使用は、このエアフォースワンとしての役割がもっとも良く知られていたが、1990年にボーイング747-200（VC-25）が就航すると、要人輸送機に転用された。その後、老朽化の為1998年にボーイング757（C-32）に置き換えられ退役している。
また良く混同されるがKC-135系の機体はボーイング旧717/739であり、同じボーイング367-80の設計を元にしているとはいえ別の機体である。

## 派生型

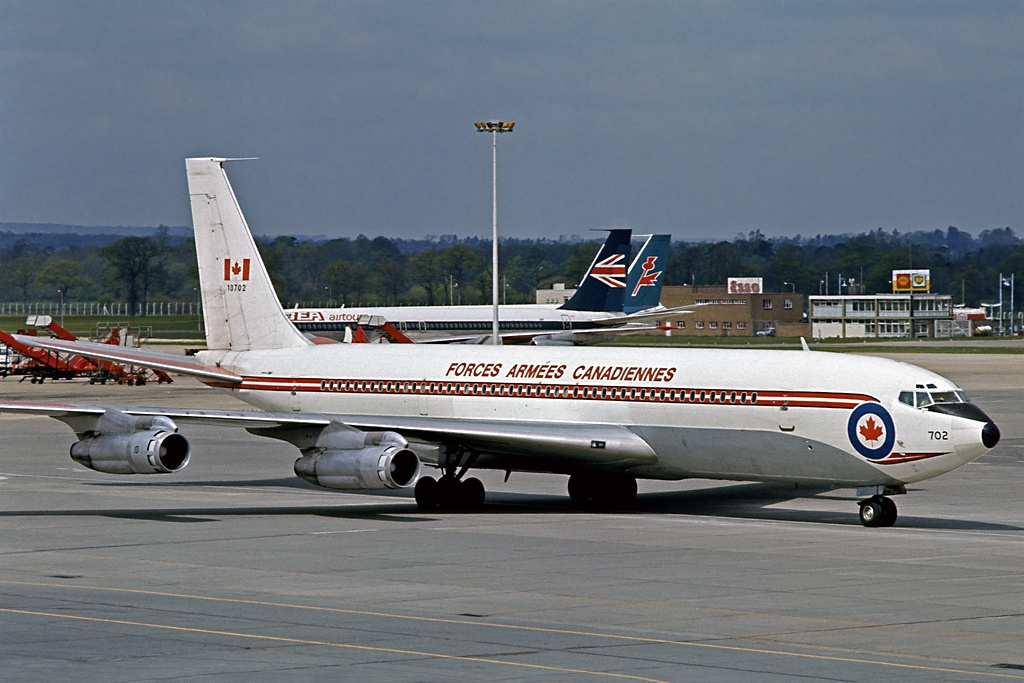
CC-137 ハスキー

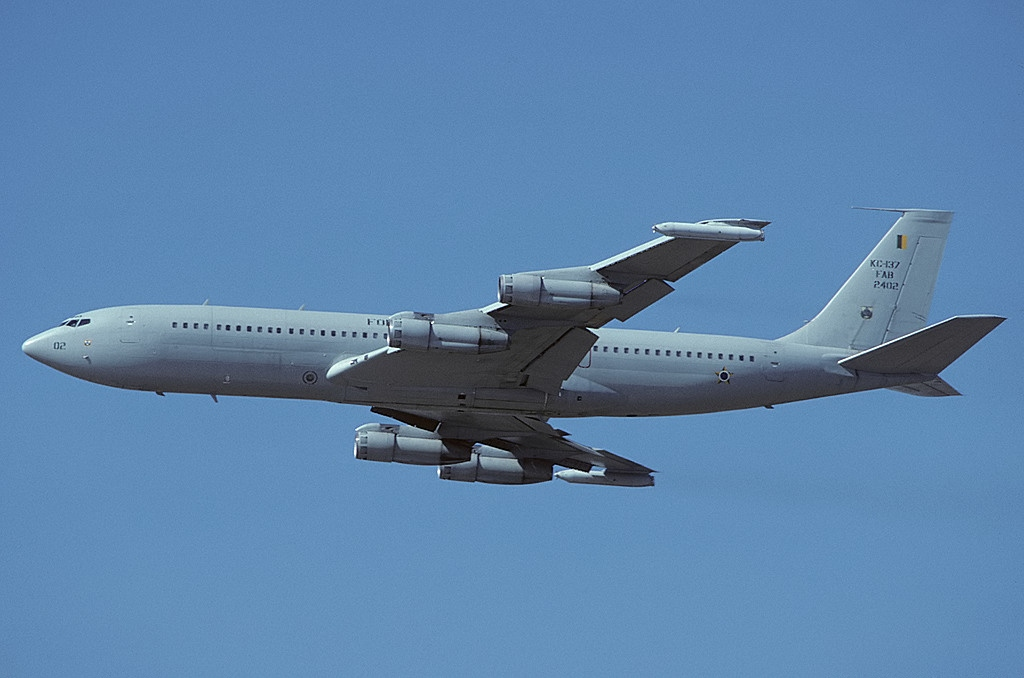
ブラジル空軍のKC-137

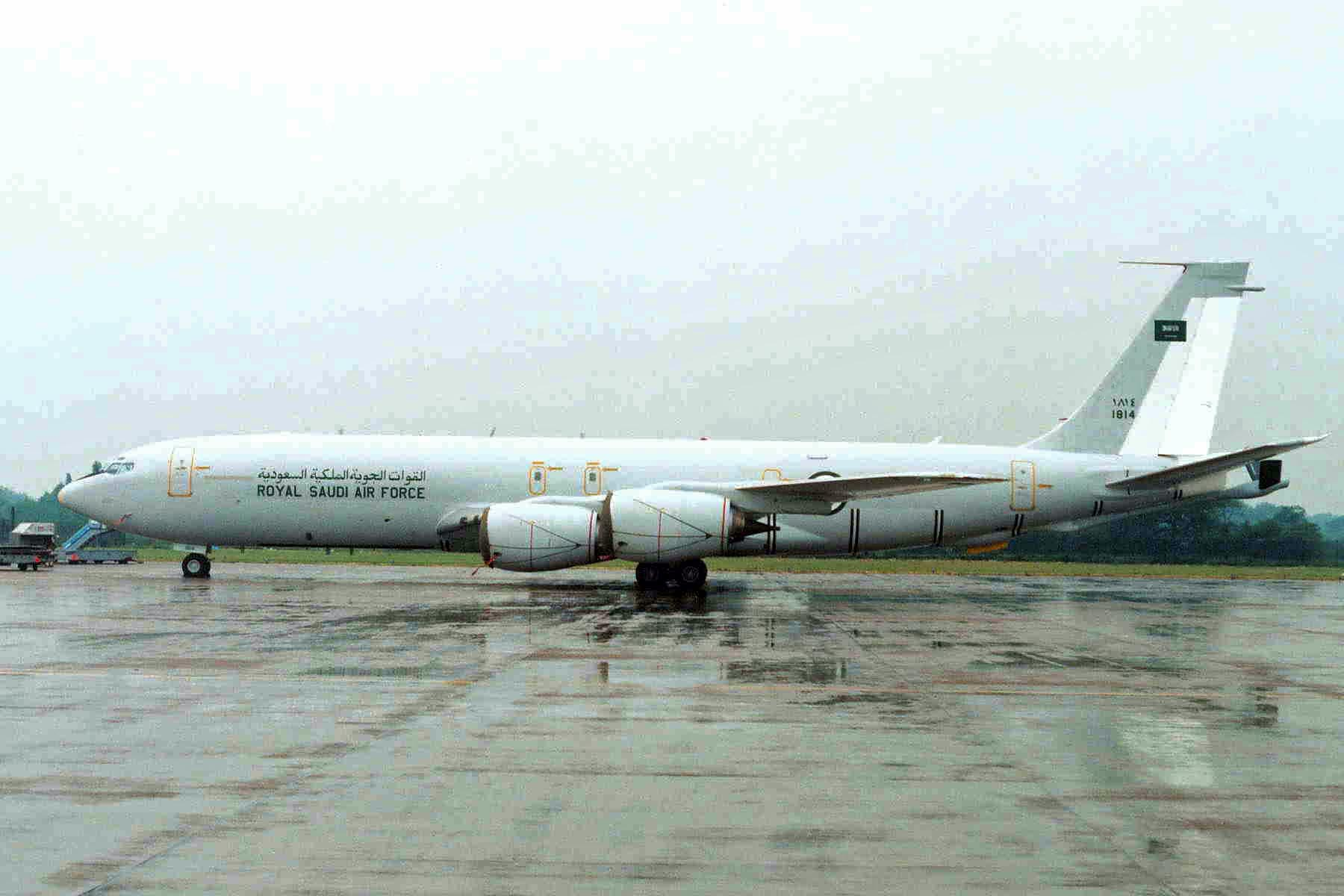
KE-3A

これらの他、各国で使用されている軍用707も俗にC-137と呼ばれる場合がある。
VC-137A
707-153相当の要人輸送機。3機生産。
VC-137B
VC-137Aのエンジン換装型。後に要すれば一般輸送任務にも従事するため他のVIP輸送機同様VC-137BからVの字が取れC-137Bとなった。
VC-137C
大統領専用機型。707-353B型。2機。
C-137C
大統領専用機から外されたVC-137Cが改称された他、新たに民間から707 2機が取得され改装された。
EC-137D
AWACS機のプロトタイプとして707-320B相当の機体に所要の艤装を施したもの。後に通常のE-3A同様の仕様に改装されE-3となった。
EC-137D
アメリカ南方軍用空中指揮機。通常この種の任務にはEC-135が充当されるが1機のみ707から改装された。EC-137Eとする資料もある。
E-3
EC-137から発展した早期警戒管制機。E-3 (航空機)参照。
CC-137 ハスキー
カナダ空軍の政府要人輸送機兼給油機。
KC-137
707から改造したブラジル空軍の給油・輸送機型。同様の給油機型はイラン、スペイン等多くの国で使用されている。
K707
オメガエア社で運用される707タンカー。
707T/T
イタリア空軍の給油・輸送機型。エア・ポルトガルから購入した中古機を改装。
KE-3A
サウジアラビア空軍の給油・輸送機型。中古機の改装である707T/Tとは違い新規に製造された空中給油機である。同国空軍ではE-3Aを導入しているためこのような呼称となった。
C-18A
中古の320Bの貨物機（アメリカン航空の323C）を8機購入した際C-137ではなく新しい番号が与えられた。殆どの機体は特殊用途に改造された。
C-18B
軍事通信衛星の支援にあたる機体。C-18Aから改造した1機のみ。
EC-18B
ARIA (advanced Range Instrumentation Aircraft)。衛星追跡機。C-18Aから4機が改造され、EC-135Nと共にアポロ計画の支援にあたった。
E-8A
J-STARS計画に基づいて改造されたE-8のプロトタイプ。別個に取得した320B機の改造。2機。当初EC-18Cとなる予定であった。E-8 (航空機)参照。
EC-18D
CMMCA (CRUISE MISSILE MISSION CONTROL AIRCRAFT)。2機がC-18Aから改造された。
TC-18E
E-3搭乗員の練習機。2機707から改造された。
TC-18F
海軍のE-6用搭乗員練習機。2機707から改造され、のちE-6Aに再改造されている。